# Chun-King
Chun-King è un album di Bobby Timmons, pubblicato dalla Prestige Records nel 1965. Il disco fu registrato il 12 agosto del 1964 al "Rudy Van Gelder Studio" di Englewood Cliffs, New Jersey (Stati Uniti).

## Tracce
Lato A
1. Chun-King – 6:30 (Keter Betts, Charlie Byrd)
2. Walking Death – 6:05 (Bobby Timmons)
3. O grande amor – 7:00 (Antônio Carlos Jobim)

Lato B
1. Gettin' It Togetha' – 6:45 (Bobby Timmons)
2. I Could Have Danced All Night – 6:45 (Alan Jay Lerner, Frederick Loewe)
3. Someone to Watch over Me – 4:15 (George Gershwin, Ira Gershwin)

## Musicisti
- Bobby Timmons  - pianoforte
- Keter Betts  - contrabbasso
- Al Heath  - batteria